# Templo de Ísis (Capitólio)
Templo de Ísis (em italiano:  Iseo del Campidoglio) era um templo que ficava localizado no Capitólio de Roma, no rione Campitelli. Provavelmente ele estava do lado do monte de frente para a Cidadela do Capitolino (em latim: Arx Capitolina), onde está a monderna Insula dell'Ara Coeli, encostada no Vittoriano.

## História
O Iseu do Capitólio era particularmente antigo, remontando pelo menos ao ano de 58 a.C., quando foi destruído por ordem do Senado Romano. Em seguida, ele certamente foi reconstruído, pois foi citado como tendo sido o refúgio de Domiciano durante o cerco do Capitólio por parte dos aliados de Vitélio no ano dos quatro imperadores (69): ali o futuro imperador conseguiu escapar da morte raspando apressadamente os cabelos e fazendo-se passar por um sacerdote de Ísis.
Algumas inscrições sobreviventes preservaram os nomes de sacerdotes deste templo. Dele é proveniente o Obelisco Celimontano, com uma inscrição de Ramessés II.